# 개속
개속(학명: Canis)은 개과에 속하는 포유류 속으로 늑대와 개, 자칼 등으로 이루어져 있다. 현존하는 종은 7종으로 나눈다. 개와 딩고는 늑대의 아종으로 분류한다.

## 하위 종
- 가로줄무늬자칼 (Canis adustus)
- 검은등자칼 (Canis mesomelas)
- 에티오피아늑대 (Canis simensis)
- 아프리카황금늑대 (Canis anthus)
- 황금자칼 (Canis aureus)
- 코요테 (Canis latrans)
- 붉은늑대 (Canis rufus)
- 회색늑대 (Canis lupus)
  - 개 (Canis lupus familiaris)
  - 딩고 (Canis lupus dingo)